# 彼を知り己を知れば百戦殆からず
彼を知り己を知れば百戦殆からず（かれをしりおのれをしればひゃくせんあやうからず）は、古代中国からのことわざ。

## 概要
戦う場合には、敵と味方の両方の情勢をよく知った上で戦ったならば、何度戦っても敗れることはないということを意味する。この言葉では、戦う場合には自分と相手の両方の優劣長短をよく知ることが大切であるとされている。

### 歴史
この言葉は孫子の謀攻からの言葉であり、勝つために必要なこととして挙げられている。孫子の謀攻ではこの言葉に続いて、敵のことを知らずに味方のことだけを分かっている場合には勝ち負けの割合は半々になり、敵のことも味方のことも分かっていないようでは、ほぼ負けるとされている。
18世紀末から19世紀初頭にかけてヨーロッパ中で戦争をして、次々と勝利をしていったナポレオン・ボナパルトは、孫子のこの言葉通りにできていたために勝利することができていた。このようにできていたのは腕木通信という技術を利用していたためである。これを用いることにより遠隔にいる味方とも通信をして情報を得ることができていた。最盛期には5000キロメートル離れた場所とも情報通信をすることができていた。